# Business Process Model and Notation
Business Process Model and Notation (BPMN) je grafická notace (soubor grafických objektů a pravidel, podle nichž jsou mezi sebou spojovány) sloužící k modelování podnikových procesů pomocí procesních diagramů. Jde de facto o standard pro modelování podnikových procesů. BPMN je zároveň ratifikovaný standard Mezinárodní organizace pro normalizaci jako norma ISO/IEC 19510:2013.

BPMN je v oblasti procesního modelování vyvíjeno od roku 2004. Po několika verzích se od roku 2014 prosazuje verze BPMN 2.0.2. V současné době je dokumentace BPMN tak dobře rozpracována, že se začínají vytvářet vzory, na jejichž základě se řeší standardní situace, které mohou nastávat během procesního řízení.

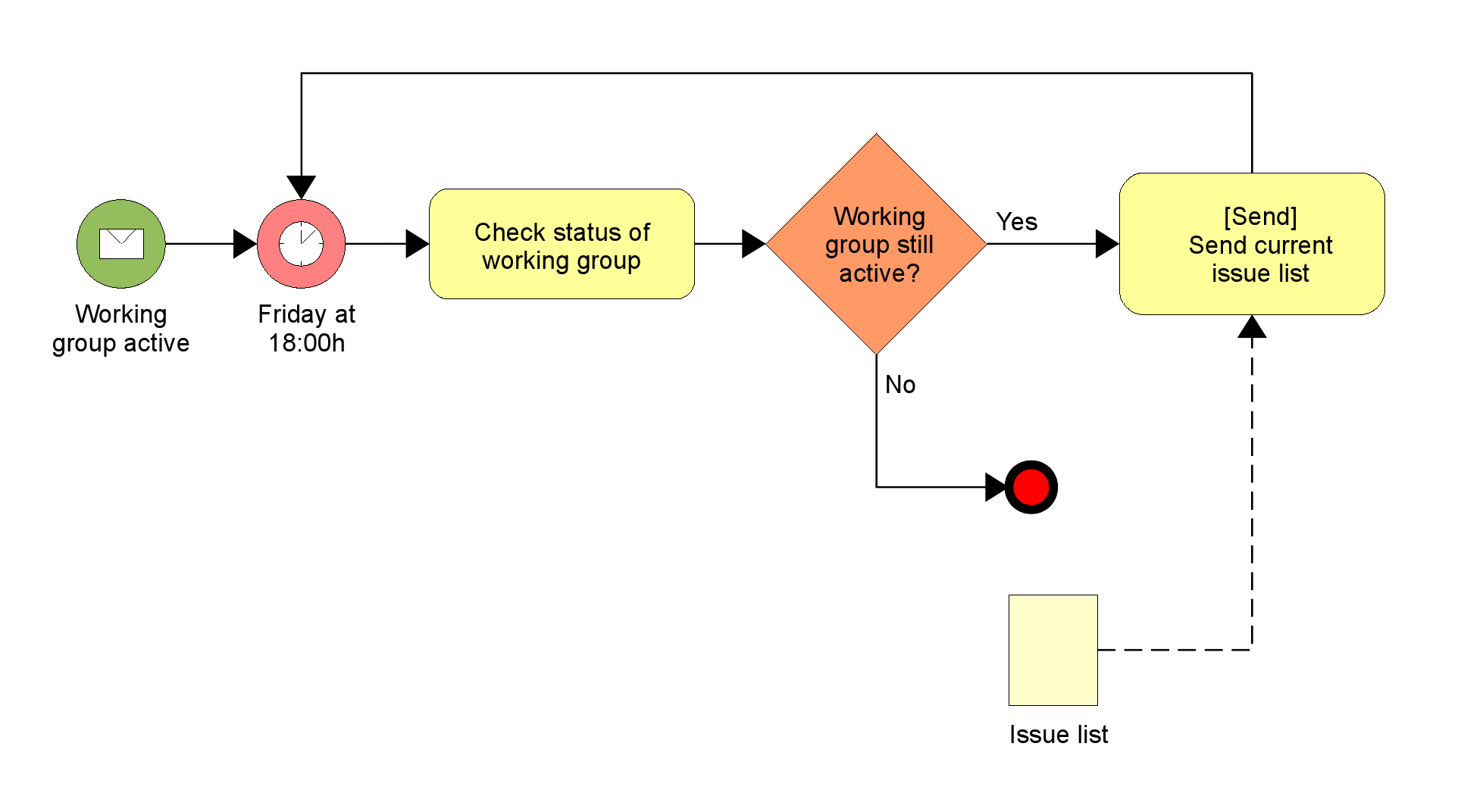
Příklad modelu v notaci BPMN

## Základní informace o BPMN
Hlavním cílem BPMN je poskytnout notaci, která je snadno čitelná a pochopitelná všemi, kdo se účastní životního cyklu procesu, od business analytiků, kteří vytváří prvotní návrhy procesů, po vývojáře odpovědné za implementaci technického řešení, které bude daný proces vykonávat až po lidi, kteří budou daný proces řídit a sledovat. BPMN se snaží vytvořit standardizovaný můstek, který by propojil mezeru mezi návrhem procesu a jeho implementací.
Notace BPMN klade důraz na srozumitelnost popisů procesů pro uživatele při snaze zároveň zachovat základní pravidla principů jazyka BPML (Business Process Modeling Language) jako je flexibilita a přenositelnost.
Procesní diagram je založen na flowchart technologii, která je velmi podobná diagramu aktivit z Unified Modeling Language (UML). V praxi je tedy diagram tvořen jakýmsi tokem aktivit, které se dějí za určitých okolností a v určitém pořadí. V tomto toku mohou také být velmi stručně, avšak přehledně, zaneseny i různé vnější okolnosti, které nemusí být součástí daných podnikových procesů, ale přesto modelované podnikové procesy přímo ovlivňují. Oproti již zmíněnému diagramu aktivit z UML pak BPMN přináší o něco lepší a přehlednější záznam právě takových vnějších aktivit, které mají přímý vliv na podnikové procesy, včetně časové dimenze.

### Historie a vývoj BPMN
Konsorcium BPMI (Business Process Management Initiative) vyvinulo BPMN verzi 1.0 v květnu 2004. Hlavním cílem bylo vytvořit notaci čitelnou pro všechny, kteří se účastní životního cyklu procesu. BPMN je spravováno a rozvíjeno konsorciem OMG (Object Management Group) od roku 2005, kdy došlo k jeho sloučení s BPMI.
BPMN bylo následně vyvíjeno pod vedením OMG a během roku 2005 byla vypracována verze, kterou OMG přijalo jako standard v únoru 2006. Z této verze byla v červnu 2007 dokončena verze BPMN 1.1. O rok později v červnu 2008 byla vydána verze BPMN 1.2. BPMN verze 2.0 byla vydána v lednu 2011, kde zároveň došlo k rozšíření názvu na Business Process Model and Notation (název první verze měl význam Business Process Modelling Notation), což vyjadřuje skutečnost, že se jedná o více než jen pouhou notaci. Dnes je nejaktuálnější specifikace verze 2.0.2 z ledna roku 2014.

### BPMN 2.0
BPMN 2.0 si klade za cíl být jedinou notací pro tvorbu modelů podnikových procesů. Nový formát zachovává vlastnosti z předešlých verzí a díky tomu standard může zůstat pod značkou BPMN. Základními rysy BPMN 2.0 jsou:
- Za pomocí sjednocení definice podnikových procesů BPMN a metamodelu BPDM se snaží vytvořit jednotný konzistentní jazyk
- Pro zachování sémantické integrity byla povolena výměna modelů podnikových procesů a jejich rozložení mezi nástroji pro tvorbu procesních diagramů
- Vlastnosti BPMN umožňují zorganizovat model tak, aby se mohl vytvořit nezávislý (samotný) nebo integrovaný model
- Podporuje zobrazení a výměnu odlišných pohledů na procesní model, čímž umožňuje vlastníkovi procesu zaměřit se na slabá místa
- BPMN poskytuje XML schémata sloužící pro transformaci modelů, na základě kterých rozšiřuje vlastnosti BPMN směrem k podnikovému modelovaní a podpoře rozhodování.

### BPMN 2.0.2
Nejnovější verze standardu BPMN 2.0.2 rozšiřuje záběr a možnosti původní verze 1.2 hned v několika směrech:
- Formalizuje provádění sémantiky pro všechny prvky BPMN.
- Definuje mechanismus rozšiřovatelnosti pro rozšíření procesního modelu a grafická rozšíření.
- Upřesňuje kompozici událostí a korelací.
- Rozšiřuje definici lidských interakcí.
- Definuje choreografický model.
- Řeší známé nekonzistence a nejasnosti předchozí verze.[1]

## Typy BPMN modelů
Modelování podnikových procesů slouží ke komunikaci široké škály informací pro širokou škálu zájemců. BPMN je navrženo k pokrytí mnoha druhů modelů a poskytuje možnost vytvoření tzv. end-to-end podnikových procesů. Prvky BPMN umožní uživateli snadno rozlišit jednotlivé části BPMN diagramu. Existují tři hlavní dílčí modely:
- Procesy
  - Soukromé spustitelné (vnitřní) podnikové procesy
  - Soukromé nespustitelné (vnitřní) podnikové procesy
  - Veřejné procesy
- Choreografie
- Kolaborace
  - Konverzace

### Procesy

#### Soukromé (vnitřní) podnikové procesy
Soukromé podnikové procesy představují vnitřní procesy určité organizace. Tyto procesy bývají obecně nazývány workflow, BPM procesy nebo v některých případech orchestrace – v oblasti webových služeb. Rozlišují se dva druhy soukromých procesů – spustitelné (executable) a nespustitelné (non-executable). Spustitelné procesy jsou procesy, které byly modelovány za účelem spuštění. Nespustitelné procesy jsou soukromé procesy, které jsou modelovány za účelem dokumentování chování procesu.

#### Veřejné procesy
Veřejné procesy reprezentují interakci mezi soukromými podnikovými procesy a dalšími procesy nebo účastníky. Pouze aktivity, které slouží ke komunikaci s dalšími účastníky jsou zahrnuty ve veřejných procesech. Všechny ostatní vnitřní aktivity soukromých podnikových procesů nejsou ve veřejných procesech zobrazeny. Veřejné podnikové procesy zobrazují vnější pohled na tok zpráv a pořadí toku zpráv, které jsou potřebné k interakci s procesy. Veřejné procesy mohou být modelovány samostatně nebo v rámci kolaborace k zobrazení toku zpráv mezi veřejnými procesními aktivitami a ostatními účastníky.
V BPMN verzi 1.2 byly veřejné procesy pojmenovány a jako abstraktní.

### Choreografie (Choreographies)
Choreografie je definice očekávaného chování mezi dvěma interagujícími účastníky. Zatímco proces existuje mimo bazén (Pool), choreografie existuje mezi dvěma množinami. Choreografie vypadá podobně jako soukromý podnikový proces, jelikož se skládá ze sítě aktivit, událostí a bran, liší se však tím, že aktivity jsou interakce reprezentující sady výměny zpráv, které zahrnují dva nebo více účastníků. Navíc oproti běžnému procesu zde není žádný centrální ovladač, odpovědná entita nebo pozorovatel procesu.

### Kolaborace (Collaborations)
Zobrazují interakce mezi dvěma nebo více podnikovýma entitami. Kolaborace se obvykle skládá z dvou a více bazénů (Pools), reprezentující účastníky kolaborace. Výměna zpráv mezi účastníky je zobrazena pomocí toku zpráv (Message Flow).  Kolaborace mohou být znázorněny jako vzájemná komunikace dvou nebo více veřejných procesů.

#### Konverzace (Conversations)
Konverzační diagram je konkrétní použití a neformální popis diagramu kolaborace. Avšak bazén v konverzaci obvykle neobsahuje proces a choreografie obvykle není umístěna mezi bazény diagramu konverzace. Konverzace je logická relace výměny zpráv. Výměny zpráv jsou vzájemně závislé a odráží odlišné podnikové scénáře. Například v logistice, doplnění zásob zahrnuje následující scénáře: vytvoření objednávky, zpracování platby, přiřazení dopravců zásilek.

## BPMN prvky

### Vizualizace
Důležitým prvkem BPMN je možnost volby tvarů a ikon použitých pro zobrazení grafických prvků. Záměr je vytvořit standardizovaný vizuální jazyk, který rozeznají a pochopí všichni procesní designéři. Implementace, která vytváří a používá BPMN diagramy by měla využívat grafické prvky a tvary navržené a doporučené v tomto standardu. Zůstává zde však určitá volnost pro zvolení barvy, velikosti a umístění textu.

### Členění prvků
Cílem BPMN je vytvořit jednoduchý a snadno pochopitelný mechanismus pro vytvoření modelů podnikových procesů, zároveň však schopný vyjádřit jejich komplexitu. K dosažení těchto protichůdných požadavků pomáhá rozdělení grafických prvků notace do přesně definovaných kategorií. Tyto kategorie jsou snadno odlišitelné a umožňují uživateli se snadno zorientovat v modelu a pochopit ho. Prvky jsou rozděleny do pěti základních kategorií.
1. Tokové objekty (Flow Objects)
2. Data
3. Spojovací objekty (Connecting Objects)
4. Plavecké dráhy (Swimlanes)
5. Artefakty (Artifacts)

Tokové objekty jsou základním grafickým prvkem, který definuje chování podnikových procesů, jde o tyto tři objekty:
- Události (Events)
- Aktivity (Activities)
- Brány (Gateways)

Data jsou reprezentovány čtyřmi prvky:
- Datové objekty (Data Objects)
- Datové vstupy (Data Inputs)
- Datové výstupy (Data Outputs)
- Datové sklady (Data Stores)

V BPMN jsou čtyři způsoby vzájemného propojení tokových objektů nebo jiných informací, k tomu slouží tyto spojovací objekty:
- Sekvenční toky (Sequence Flows)
- Toky zpráv (Message Flows)
- Asociace (Associations)
- Datové asociace (Data Associations)

K seskupení hlavních modelovacích prvků slouží tzv. plavecké dráhy (Swimlanes), které obsahují:
- Bazény (Pools)
- Dráhy (Lanes)

Artefakty poskytují dodatečné informace o procesu. Definovány jsou dva standardizované artefakty, avšak vývojáři modelovacích nástrojů mohou libovolně přidávat a definovat nové artefakty.
- Skupina (Group)
- Anotace (Text Annotation)

### Tokové objekty
Tokové objekty patří mezi hlavní popisovací prvky v notaci a jako takové souvisí s tokem informací v procesu.

#### Událost
Jde o něco, co se stane v průběhu procesu nebo choreografie. Přímo ovlivňuje tok podnikového procesu a většinou má spouštěč a výsledek. Události se člení na počáteční (Start event), průběžné (Intermediate event) a koncové (End event) a jsou reprezentovány kruhem.
- Počáteční událost – jde o spouštěč procesu. Existuje několik druhů počátečních událostí (none, message, timer, conditional, signal, escalation, …).
- Průběžná událost – reprezentuje událost, která se stala mezi počátkem a koncem, ovlivňuje průběh procesu, ale nezahajuje ani neukončuje ho. Existuje několik druhů průběžných událostí (message, timer, conditional, link, signal, multiple, error, cancel, …).
- Konečná událost – představuje výsledek aktivity či procesu. Existuje několik druhů konečných událostí (none, message, escalation, error, cancel, compensation, signal, multiple, terminate, …)

S vývojem BPMN docházelo ke stále detailnějšímu členění aktivit a definici nových druhů událostí, kdy ve verzi 2.0.2 jejich počet narostl na několik desítek.

#### Aktivita
Znázorňuje činnosti, které musí být vykonány. Jde o obecný pojem pro práci, která je vykonávána společností v rámci procesu. Značí se obdélníkem s kulatými rohy. Aktivita může být buďto jednoduchý úkol (Task), nebo složená z procesu, tzv. podproces (Sub-process). Aktivity jsou využívány při modelování procesu i choreografie.
- Úkol – je to aktivita zahrnuta v rámci procesu, nelze ji členit nebo rozpadnout na detailnější úroveň procesu, je dále nedělitelná.
- Podproces – jde o složení více aktivit do jednoho celku. Používá se pro skrytí dalších úrovní procesu. Podproces má vlastní události a sekvenční toky přicházející z vyšší úrovně procesu nesmí překročit hranice.

#### Brána
Brány se používají pro větvení, nebo sloučení toků procesu (například rozhodování, paralelní zpracování, sloučení) v závislosti na definovaných podmínkách. Je reprezentována kosočtvercem. U bran rozlišujeme čtyři základní typy:
- Exkluzivní brány vytváří několik možných cest, přičemž tok procesu může vést pouze jednou z nich. Tento typ bran dále dělíme na brány závisející na datech (cesta se vybírá podle nadefinované podmínky) a brány závisející na událostech (cesta se vybírá podle výsledku události).
- Inkluzivní brány (všeobecné) mají využití tam, kde tok procesu může pokračovat přes bránu více než jen jednou cestou. Na konci se pak obvykle všechny cesty slučují zpět do jedné.
- Komplexní brány se používají na místech, kde nelze použít žádný z předchozích typů bran a kde dochází k dělení cest ve více branách.
- Paralelní brány se používají v případě, kdy tok procesu probíhá více cestami najednou.

### Data
Datové objekty se nevyužívají v choreografiích, slouží výhradně pro procesy. Poskytují informaci o tom, jaké aktivity mají být provedeny a/nebo co produkují. Mohou reprezentovat samostatný objekt nebo kolekci objektů. Datové vstupy a výstupy poskytují stejnou informaci pro procesy.
Datové sklady poskytují mechanismus k získání nebo aktualizaci uložených informací pro aktivity, které přesahují hranice procesu. Znázorňují se válcem, s dvojitým pruhem u horní stěny.

### Spojovací objekty
Spojovací objekty se používají k propojení jednotlivých prvků diagramu a spolu s tokovými objekty tvoří jeho základní strukturu, dále se dělí na tři podskupiny:
- Sekvenční tok znázorňuje pořadí aktivit v procesu, je vyjádřen nepřerušenou linií s vyplněnou šipkou, která určuje pořadí aktivit. Spojuje aktivity, brány nebo události, ale nesmí přesáhnout mimo bazén nebo podproces.
- Tok zpráv slouží k znázornění přenosu zpráv mezi dvěma účastníky, kdy jeden přijímá a druhý odesílá zprávu. Zprávy proudí přes hranice bazénů, nelze využít v rámci jednoho bazénu. Je vyjádřen přerušovanou linií s kruhem na počátku a nevyplněnou šipkou na konci, určující směr přenosu.
- Asociace se využívají k propojení artefaktů nebo textu k tokovým objektům. Je znázorněna přerušovanou linií s otevřenou šipkou, určující směr. Šipka směrem k artefaktu představuje výsledek, směrem od artefaktu představuje vstup. Asociace může být také bez šipky, kdy často spojuje sekvenční tok nebo tok zpráv.
- Datové asociace slouží k přenosu dat mezi datovými objekty, vstupy a výstupy aktivit, procesů a úkolů. Nemají přímý dopad na tok procesu, mají více zdrojů a cíl. V diagramu jsou reprezentovány obdobným způsobem jako asociace.

### Plavecké dráhy
Používají se jako vizuální mechanismus k organizaci a kategorizaci účastníků procesu a činností v diagramu. Umožňují oddělit sadu aktivit od jiných aktivit. Jsou definovány dva druhy, ani jeden z nich se nepoužívá v choreografiích, bazény jsou exkluzivně určeny pro kolaborace.
- Bazén vymezuje účastníka procesu – jde o grafickou reprezentaci účastníka v kolaboraci. Má obvykle jednu nebo více drah a v rámci bazénu se nachází právě jeden konkrétní proces. Odděluje sady aktivit od ostatních aktivit. Komunikace mezi bazény probíhá prostřednictvím toku zpráv. Je znázorněn obdélníkem s ostrými rohy nepřerušovanou čarou, v levé části je oddělen název bazénu.
- Dráha je podmnožina bazénu, slouží k uspořádání aktivit uvnitř bazénu na základě rolí nebo funkcí. Rozšiřuje délku procesu vertikálně nebo horizontálně. Komunikace mezi dráhami je zajištěna sekvenčním tokem.

### Artefakty
Artefakty představují v modelu další upřesňující informace procesu. Nemají vliv na tok procesu. Mohou být použity v kterémkoliv BPMN diagramu nebo choreografii, nejsou pro ně žádné omezení.
- Skupina je objekt, který slouží vizuálnímu a neformálnímu seskupení prvků diagramu. Jsou často využívány ke zvýraznění konkrétních společných prvků diagramu bez nutnosti přidání dalších omezení do diagramu jako v případě použití podporcesu.
- Anotace slouží k poskytnutí dodatečné informace pro uživatele diagramu. Mohou být připojeny ke konkrétnímu objektu diagramu pomocí asociace, neovlivňuje tím ale tok procesu.

## Srovnání s ostatními notacemi pro modelování podnikových procesů
Event-driven Process Chain (EPC) v překladu „diagram procesu řízeného událostmi“ a BPMN jsou v modelování procesů dvě notace s velmi podobnou vyjadřovací schopností. BPMN model může být převeden do EPC modelu bez ztráty informací, opačný směr však způsobuje částečnou ztrátovost informací z modelu. Studie ukazují, že pro tentýž proces notace BPMN potřebuje přibližně o 40% méně prvků než odpovídající EPC model, avšak s mírně větší množinou symbolů. Z toho plyne, že BPMN model by měl být čitelnější. Tento převod mezi notacemi je možné zautomatizovat.
UML diagram aktivit a BPMN jsou dvě notace, které mohou být použity pro modelování stejného procesu, podmnožina prvků diagramu aktivity má podobnou sémantiku jako prvky BPMN, a to i přes menší a méně expresivní sadu symbolů. Studie ukazují, že oba typy procesních modelů mají přibližně stejnou čitelnost pro neznalé uživatele, navzdory vyšším formálním omezením diagramu aktivit.

## Nástroje pro tvorbu BPMN
Nástrojů pro tvorbu BPMN modelů existuje velké množství, některé jsou zdarma a pro některé je potřeba koupit licenci. Samozřejmě, že většina nástrojů umí daleko více modelů, než jen vytvářet BPMN. Jako další vlastnosti lze uvést tyto: tvorba dynamických diagramů, tvorba statických diagramů, generování dokumentace, verzování, generování kódu atd.

### Popis vybraných nástrojů
- Visual Paradigm (placené)

Nástroj pro modelování všech aktuálních modelovacích standardů pro modelování podnikových procesů vyvíjený Hong Kong Institute of Vocational Education. Díky rozsáhlé paletě modelovacích nástrojů a podporovaných standardů se jedná o jeden z nejvíce rozšířených nástrojů. Vizuálně se prostředí nástroje drží současných trendů. I když je nástroj placený, jeho podpora akademické obce v mnoha státech světa jej aktuálně staví do pozice jednoho z největších konkurentů nástrojů od silných vývojářských společností.
- Visio (placené)

Aplikace Visio pochází od firmy Microsoft a lze ji nejenom použít k popisu obchodních procesů a systémů. Dané procesy lze navrhovat, dokumentovat, vizualizovat, analyzovat, a to vše pomocí diagramů, kterými jsou například vývojové diagramy obchodních procesů, síťové diagramy, diagramy pracovních postupů, databázové modely a softwarová schémata.
- Oracle Designer (placené)

Aplikace Oracle designer je produktem firmy Oracle Corp a je obsažena v balíku produktů Oracle Internet Developer Suite. Primárním úkolem nástroje Oracle designer je vývoj aplikace založené na relační databázi. Tento nástroj lze nejlépe využít při tvorbě webových a klient–server aplikací založených na databázi. Veškeré vytvořené informace si aplikace ukládá do databáze Oracle a pro funkčnost aplikace je nutné mít tuto databázi nainstalovanou. Vlastní modely a analýzy Oracle designeru jsou zaměřeny na strukturovaný návrh informačního systému.
- Power designer (placené)

Aplikace Power Designer je poměrně rozšířený nástroj a pochází od společnosti Sybase. Hlavní využití této aplikace spočívá v tvorbě nepřeberného množství modelů, jakými jsou projektování databází, projektování obchodních modelů atd. Dále lze aplikaci využít při přímém generování databází nebo zdrojových kódu v různých programovacích jazycích. Pomocí tohoto nástroje lze také využít podpory např. reverzního inženýrství, XML vývoje, znovupoužitelnost objektů, atd.
- ARPO BPMN++ Modeler (zdarma, placené)

ARPO BPMN++ Modeler je BPA nástroj s centrální repository, který je vyvíjen od roku 2006 společností KLUG Solutions k podpoře Business Process Managementu. ARPO (Advanced Repository of Process Oriented information) umožňuje modelovat a vytěžovat procesy organizace s využitím obecně uznávaných notací modelování (EPC, eEPC, VAC, BPMN). Jako datový sklad lze využívat několik typů databází: Microsoft Access,  SQL Server Express, MS SQL server nebo Oracle.  
- TIBCO Business Studio (zdarma zkušební verze)

TIBCO Business Studio ™ je založené na standardech pro modelování business procesů. Obsahuje vývojové prostředí, které umožňuje obchodním a IT odborníkům spolupracovat na modelu, vývoji a nasazení aplikací pro obchodní procesy. Obchodní odborníci mohou rychle modelovat obchodní procesy, různé formy uživatelských rozhraní, obchodní objekty (data) a organizační struktury. Procesní modely lze simulovat a na základě toho pochopit jejich chování a vliv na podnikání. Primárním zaměřením TIBCO Business Studio je příprava procesů pro automatizaci.
- BizAgi Process Modeler (zdarma, placené)

Software pro modelování Buisness procesů, je vhodný pro začátečníky, kteří nemají s BPMN notací žádné zkušenosti. Firma BizAgi zdarma nabízí video tutorial - jak začít s BPMN. Omezením bezplatné je nedostatečná podpora týmové spolupráce, jako je verzování, řízení projektu atd. Placené služby podporují spolupráci, publikaci a především exekuci (vykonávání) procesů a řízení činnosti vč. task managemetu.
- Enterprise Architect[11]

Software primárně určený pro modelování v UML nabízí možnosti modelovat i v řadě dalších jazyků včetně BPMN. Výhodou nástroje je poměrně nízká cena a dobré možnosti spolupráce na modelování. Nevýhodou je silné zaměření na UML a podporu vývoje software, takže nástroj není vhodný pro začátečníky a lidi z oblastí mimo IT. Úroveň grafického výstupu nedosahuje možností některých jiných nástrojů.
- Architecture of Integrated Information Sytems (ARIS)

Jedná se o nejznámější softwarový systém pro modelování a řízení podnikových procesů. Poskytuje řadu nástrojů pro modelování, analýzu, optimalizaci a měření reálné výkonnosti procesů. Struktura modulů platformy je navržena tak, aby si podnik mohl vybrat a sestavit vlastní konfiguraci dle aktuálních potřeb. Vychází z důkladné analýzy podnikových procesů, které jsou obvykle namodelovány podle různých pohledů a ve výsledku se z tohoto důvodu může vytvořit až nepřehledný super-model. Ten se stává srozumitelnějším ve chvíli, kdy se dekomponuje do jednotlivých modelů dle konkrétních pohledů. Konkrétní pohledy se dají popsat pomocí speciálních metod, které se hodí na konkrétní situaci. Nemusí se tak příliš přihlížet na provázanost s ostatními pohledy procesu. Základními stavebními kameny, na kterých stojí celé produktové portfolio ARIS, jsou ARIS Architect, ARIS Designer, ARIS Connect Viewer a ARIS Connect Designer. Všechny tyto nástroje sdílejí data v rámci jedné společné databáze umístěné na některém ze serverů. Uživatelé platformy ARIS mají zároveň k dispozici celosvětovou komunikační platformu - www.ariscommunity.com - v rámci kterého mohou sdílet společně s více než 300 000 uživateli své znalosti a zkušenosti.
- Camunda (zdarma, placené)

Camunda je německá open-source platforma psaná v jazyce Java. Lze ji používat v komunitní verzi (zdarma) či ve verzi enterprise (placené) s podporou výrobce, obě varianty poskytují zcela plnohodnotné funkcionality. Camunda BPM umožňuje modelování nejen v notaci BPMN 2.0 ale podporuje také CMMN 1.1 (Case Management Model and Notation) a DMN 1.1 (Decision Model and Notation).

### Další software
- Lombardi Blueprint[14]
- ActiveModeler Avantage[15]
- Draw.io[16]

### Příklady diagramu BPMN

Klikni pro zvětšení
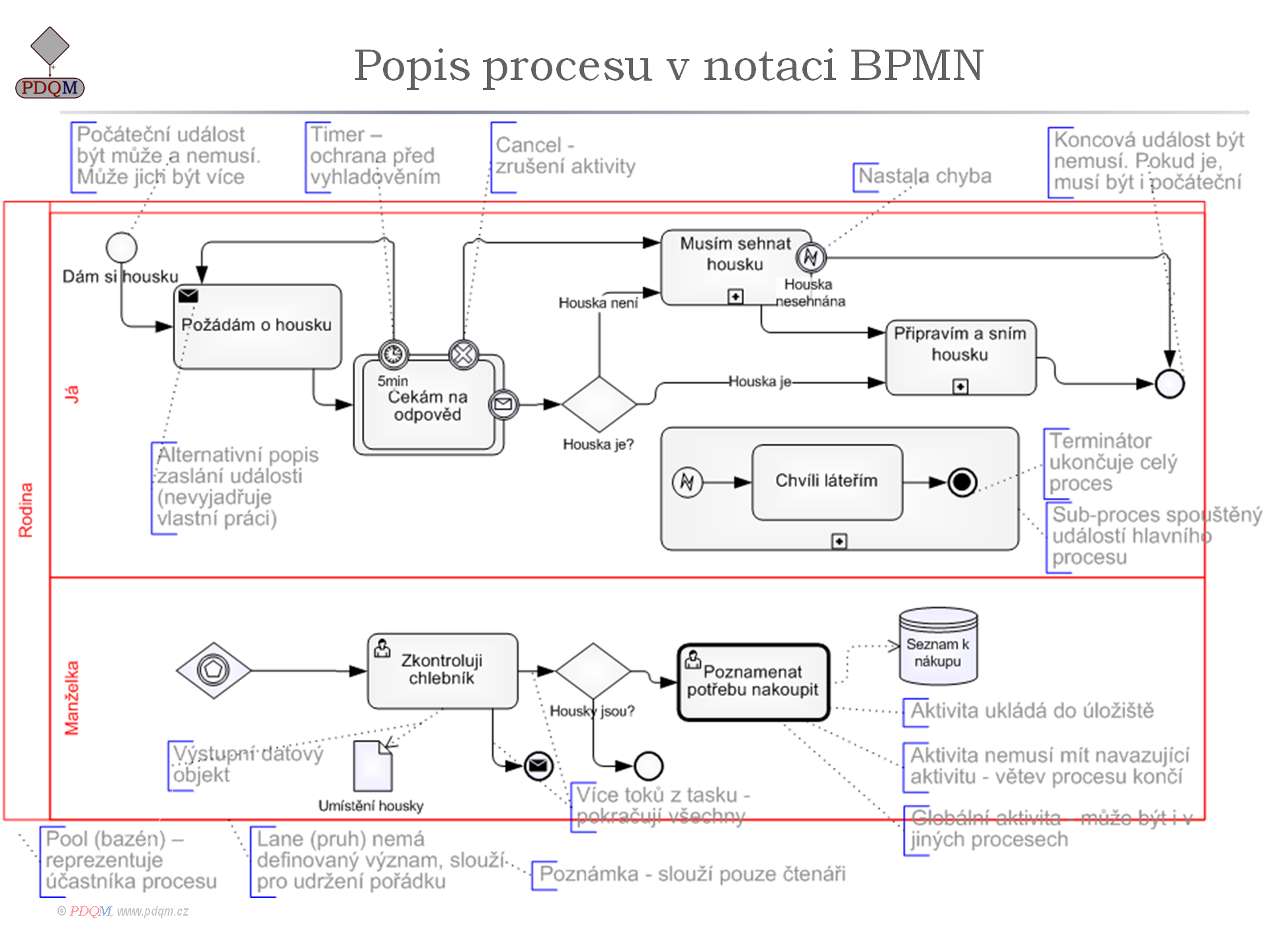
Ilustrace notace BPMN
Proces s normálním tokem
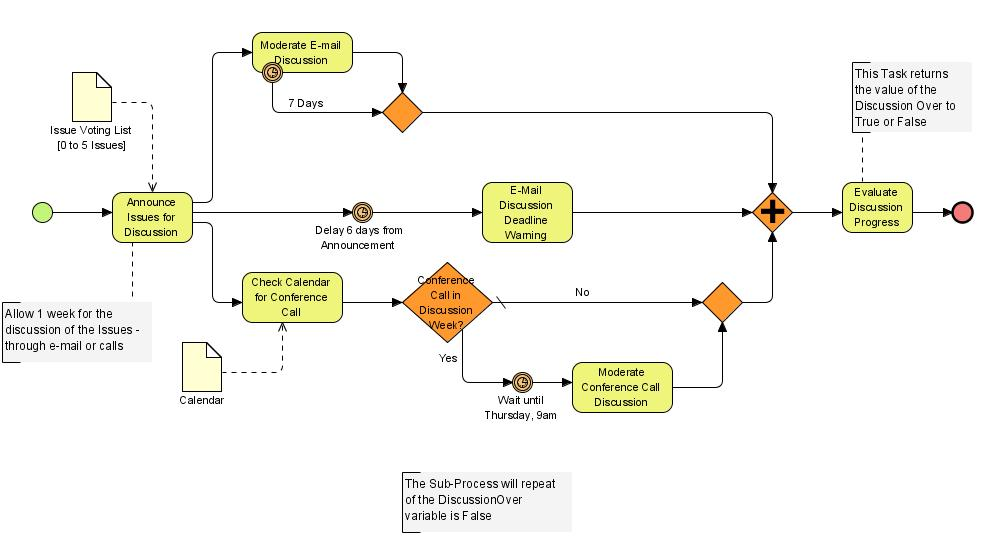
Diskuzní kruh
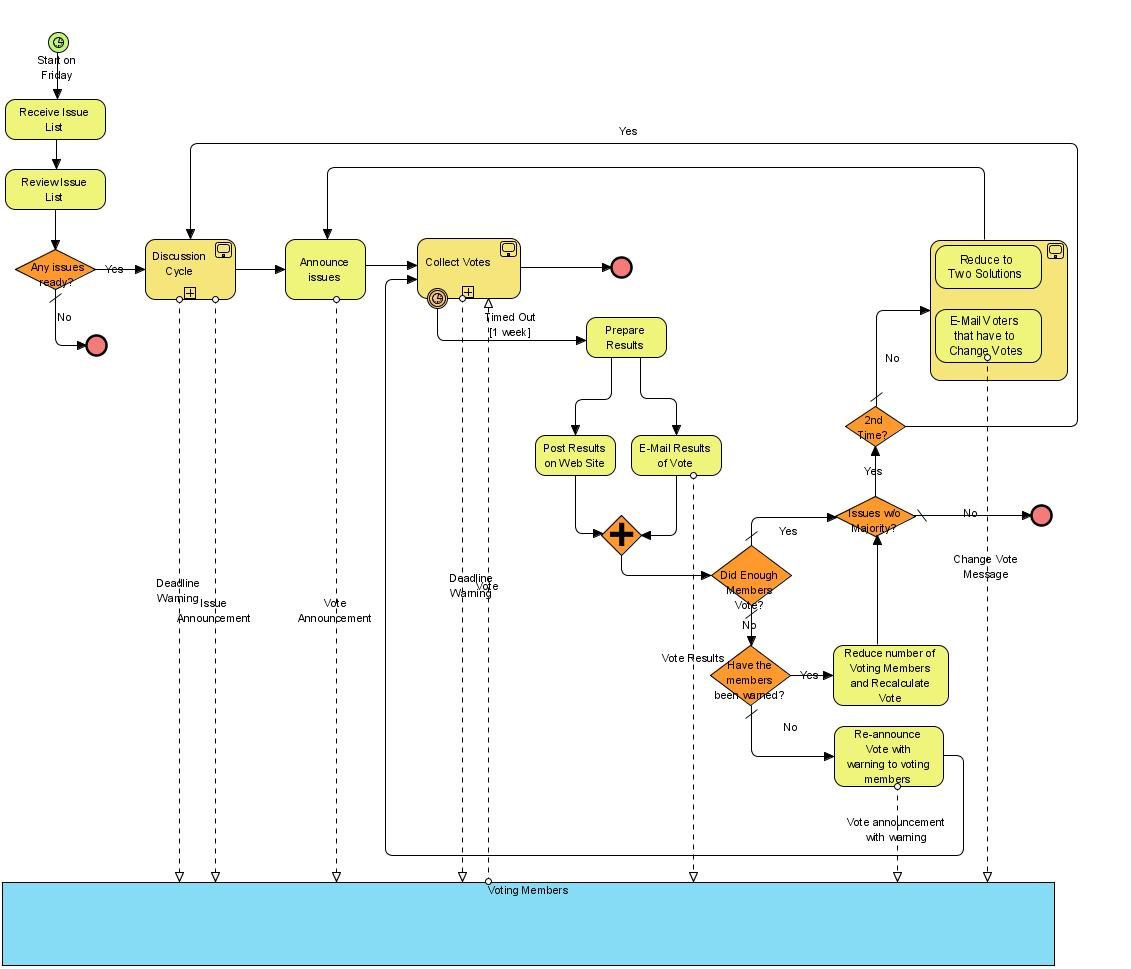
Proces e-mailového hlasování
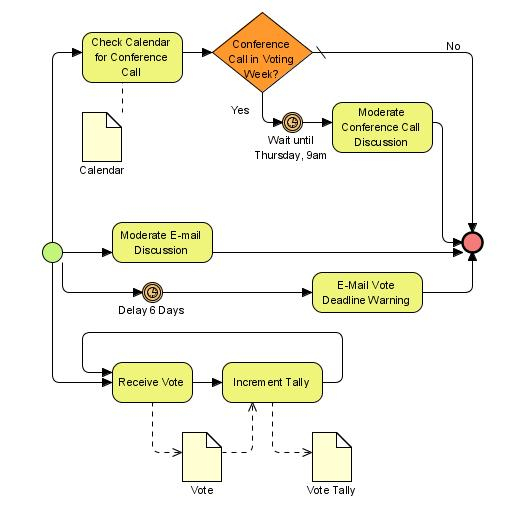
Sběr hlasů